# Tyran diadème
Conopias albovittatus
Espèce
Synonymes
Pitangus albovittatus,
Statut de conservation UICN

 LC  : Préoccupation mineure
Le Tyran diadème (Conopias albovittatus), aussi appelé Tyran fronteau, est une espèce de passereau de la famille des Tyrannidae.

## Sous-espèces
Cet oiseau est représenté par deux sous-espèces :
- Conopias albovittatus albovittatus (Lawrence, 1862) : en plaine, de l'est du Honduras à l'ouest de la Colombie et au nord-ouest de l'Équateur ;
- Conopias albovittatus distinctus (Ridgway, 1908) : collines du versant caribéen du Costa Rica[1],[2].